# Один доллар «50-летие окончания войны в Корее» (Австралия)
27 июля 2003 года Королевский австралийский монетный двор выпустил памятную монету посвящённую 50-летию окончания Корейской войны. Автором аверса стал скульптор Владимир Готвальд. На аверсе изображён голубь мира с национальными цветочными символами Австралии и Южной Кореи, слева и справа от голубя на фоне вертикальных линий. Эти линии символизируют вертикальные нержавеющие стальные опоры которые находятся на Австралийском военном мемориале, установленные в честь австралийцев, погибших в корейском конфликте. Реверс монеты с портретом королевы Елизаветы II разработан художником Яном Ранк-Бродли.

## История
В 1953 году завершилась война на Корейском полуострове, которая началась в июне 1950 года, когда северокорейская армия вторглась на территорию Южной Кореи. За несколько коротких дней прошедших со дня вторжения, Организация Объединённых Наций призвала страны-члены входящие в ООН, направить войска в Южную Корею, чтобы остановить наступление армии Северной Кореи. Австралия отреагировала на призыв ООН, отправив эскадрилью штурмовиков и 1-й Королевский австралийский полк (1RAR), который был размещен в Японии, как часть оккупационных сил. К тому времени в сентябре 1950 года, когда австралийские войска прибыли, северокорейское наступление было остановлено войсками ООН, что вынудило северокорейскую армию отступить. Коммунистическое правительство Китая выступило с заявлением к войскам ООН остановиться у северокорейской границы, к тому моменту северокорейская армия была полностью разгромлена. . Вторая фаза войны началась 25 октября 1950 года, когда началось наступление 270-тысячной китайской армии под командованием генерала Пэн Дэхуая. 4 января 1951 года КНДР в союзе с Китаем захватили Сеул. 8-я армия США и 10-й корпус были вынуждены отступить. Остановив наступление войск Северной Кореи и китайских добровольцев, американское командование приняло решение о контрнаступлении. Ему предшествовали локальные операции «Охота на волков» (20-е числа января), «Гром» (началась 25 января) и «Окружение». В результате операции, начавшейся 21 февраля 1951 года, войскам ООН удалось значительно отодвинуть китайскую армию на север, за реку Хань. К июню 1951 года война достигла критической точки. Несмотря на тяжёлые потери, каждая из сторон располагала армией порядка миллиона человек. Несмотря на перевес в технических средствах, США и союзники не в состоянии были добиться решительного преимущества. Всем сторонам конфликта стало ясно, что достичь военной победы разумной ценой будет невозможно, и что необходимы переговоры о заключении перемирия. Наконец в июле 1953 года было заключено перемирие, но более чем 300 австралийцев погибли в ходе конфликта. На сегодняшний день между Северной и Южной Кореей не заключен мирный договор, а 38-й параллель является одним из наиболее сильно военизированных регионов на планете.

## Знаки монетного двора
Памятная монета 1 доллар изготовлена из алюминиевой бронзы с буквами C, S, B, M на аверсе и знаком монетного двора на реверсе монеты.
- Монета с буквой C, 93752 шт.
- Монета с буквой S, 36091 шт.
- Монета с буквой B, 34949 шт.
- Монета с буквой M, 34949 шт.

Монеты с буквой C были изготовлены на обычном оборудовании монетного двора. Для долларов с буквами S, B, M были задействовано специальное оборудование используемое для выпуска небольших партий коллекционных монет. Были также отчеканенны монеты изготовленные из серебра с процентным содержанием 0,999. Серебряные монеты выпущены тиражом 15 000 экз. Масса этих монет: 11,66 г.